# Heimatverein Waiblingen
Der 1934 gegründete Heimatverein Waiblingen e. V. – Gesellschaft für Stadt- und Kunstgeschichte befasst sich mit der Geschichte der Stadt Waiblingen und Herausgeber der Schriftenreihe Waiblingen in Vergangenheit und Gegenwart. Der Sitz des Vereins ist Waiblingen.

## Aufgabe
Mit etwa 450 Mitgliedern ist der Heimatverein Waiblingen einer der größten Kulturvereine in Waiblingen. Er unterstützt die stadtgeschichtliche und heimatkundliche Forschung in und um Waiblingen, setzt sich für die Erhaltung von Kulturdenkmalen und eines erlebnisreichen Ortsbildes der Stadt ein und fördert durch Studien- und Tagesfahrten, Ausflüge, Vorträge und Stadtführungen das Verständnis für geschichtliche Traditionen und Wurzeln.
Satzungszweck ist es, die naturgegebenen und kulturellen Grundlagen der Heimat zu bewahren und weiterzuentwickeln. Dabei verbindet der Verein Tradition und Moderne.

## Publikationen
Seit 1962 veröffentlicht der Verein in unregelmäßigen Abständen die Schriftenreihe Waiblingen in Vergangenheit und Gegenwart, jeweils mit verschiedenen Beiträgen aus Vor- und Frühgeschichte, Mittelalter und Neuzeit. In den Rezensionen werden die Bände als „wohlgelungen“ und als Instrument zur Aktivierung des historischen Bewußtseins eingeordnet. Ellen Widder veröffentlichte 2005 in der Reihe die Monographie Waiblingen – eine Stadt im Spätmittelalter, die in der ersten Hälfte des 13. Jahrhunderts den Grafen bzw. Pfalzgrafen von Tübingen eine bedeutendere Rolle als bisher zumisst. Der letzte Band erschien 2019. In dem 1998 erschienenen Bildband Waiblingen in alten und neuen Ansichten wurden historische Ansichten von Waiblingen Fotos aus der Nachkriegszeit gegenübergestellt. Der Band Waiblingen im Spiegel seiner Straßen mit einem Verzeichnis der Straßennamen und ihrer Herkunft erschien 2012.